# Edmund Jankowski
Edmund Jankowski   (Wrocki, 28 d'agost de 1903 - Fordon, 1 de novembre de 1939) fou un remer polonès que va competir durant la dècada de 1920.
El 1928 va prendre part en els Jocs Olímpics d'Amsterdam, on guanyà la medalla de bronze en la prova del quatre amb timoner del programa de rem. Formà equip amb Franciszek Bronikowski, Leon Birkholc, Bernard Ormanowski i el timoner Bolesław Drewek.
En el seu palmarès també destaca una medalla de bronze al Campionat d'Europa de rem de 1929.
Va lluitar en la invasió de Polònia de la Segona Guerra Mundial i fou executat per la Gestapo prop de Bydgoszcz.